# 卡斯特里略德里奥皮苏埃尔加
卡斯特里略德里奥皮苏埃尔加，是西班牙卡斯蒂利亚-莱昂布尔戈斯省的一个市镇。总面积17平方公里，总人口79人（2001年），人口密度5人/平方公里。